# Scolice

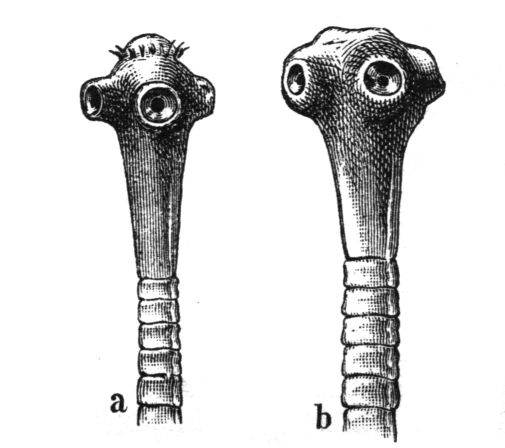
Scolici di:
a - Taenia solium;
b - Taenia saginata

Lo scolice è il nome con cui è chiamato l'organo di adesione terminale nella classe dei Cestodi, Platelminti di cui fa parte anche la tenia.
È provvisto di uncini e ventose che consentono l'adesione del parassita agli organi interni dell'organismo ospite.
Potrebbe essere considerato la testa dell'animale, ma questo è sbagliato in quanto nei Platelminti Cestodi la cefalizzazione è del tutto assente.